# Macoma secta
Macoma secta är en musselart som först beskrevs av Conrad 1837.  Macoma secta ingår i släktet Macoma och familjen Tellinidae. Inga underarter finns listade i Catalogue of Life.